# Marcin Salamonik
Marcin Salamonik (ur. 13 lutego 1983) – polski koszykarz grający na pozycjach niskiego i silnego skrzydłowego oraz środkowego.
8 sierpnia 2018 został zawodnikiem I-ligowego KS Syntex Księżaka Łowicz.
10 lipca 2019 dołączył do Pogoni Prudnik.
W sezonach 2020/21 i 2021/22 był zawodnikiem drugoligowego zespołu BS Polonia Bytom, z którym w 2022 roku wywalczył awans do I ligi.
W sezonie 2022/23 reprezentował na parkietach II ligi AZS AWF Mickiewicz Romus Katowice, z którym również wywalczył awans do I ligi.

## Osiągnięcia
Drużynowe
- Awans do:
  - PLK:
    - ze Sphinxem ŁKS Łódź (2011)
    - z Górnikiem Wałbrzych (2007)

  - I ligi
    - z Polonią Bytom (2022)[3]
    - z AZS AWF Mickiewicz Romus Katowice (2023)[4]
- Brązowy medalista mistrzostw juniorów starszych (2003)[5]

Indywidualne
- Uczestnik meczu gwiazd I ligi (2010, 2011)[6][7]
- Został zaliczony do I składu grupy C II ligi (2021)[8]